# Алфреду-Маркондис
Алфреду-Маркондис (порт. Alfredo Marcondes) — муниципалитет в Бразилии, входит в штат Сан-Паулу. Составная часть мезорегиона Президенти-Пруденти. Входит в экономико-статистический микрорегион Президенти-Пруденти. Население составляет 3848 человек на 2006 год. Занимает площадь 119,504 км². Плотность населения — 32,2 чел./км².

## История
Город основан 25 декабря 1902 года.

## Статистика
- Валовой внутренний продукт на 2003 составляет 23 488 109,00 реалов (данные: Бразильский институт географии и статистики).
- Валовой внутренний продукт на душу населения на 2003 составляет 6215,43 реала (данные: Бразильский институт географии и статистики).
- Индекс развития человеческого потенциала на 2000 составляет 0,799 (данные: Программа развития ООН).